# نیریژی
نیریژی (به انگلیسی: Nirizhi) یکی از تیره های ایل جاف است که جزو یکی از سه گروه عمده جاف یعنی جافِ گوران محسوب می شود. ایل جاف که عمدتاً در منطقۀ جوانرود ساکن بودند و به‌صورت فصلی به دشت زهاب کوچ می کردند در قرن هفدهم و در پی جنگی که با والی اردلان داشتند و در پی آن رییس ایل و پسرش اسیر و کشته شدند به نواحی سلیمانیه که تحت حکومت عثمانی‌ها بود کوچ کردند. اما برخی از تیره ها که در منطقۀ جوانرود باقی ماندند به‌تدریج از این منطقه کوچ کردند. تیرۀ نیرژی همراه با تیره‌های کوئیک، تایشه‌ای، گرگ قاییش، قادرمیرویسی، کلکنی و یوسف یاراحمدی در اواسط قرن نوزدهم میلادی (۱۳۷۰ قمری) از طوایف جاف جوانرود جدا شده و به ایل گوران پیوستند.
پیوستن این تیره به ایل گوران از اواسط جکومت فتحعلی شاه قاجار تا جلوس ناصرالدین قاجار بر تخت روی داد. پیوستن نیریژی و دیگر تیره‌های تایشه‌ای قادرویسی (بداقی)و بیویانی  به گوران همزمان بود با سلطه اردلان‌ها بر منطقه جوانرود و هم‌زمان با سرکوبی قادربیگ فرزند کیخسروبیگ جاف است. وی برای تحکیم برتری خاندان خود و نزدیک شدن به باب عالی دولت عثمانی طوایفی از جاف (مرادی) را اخراج کرد. اما در سال ۱۲۶۴ قمری بدست یکی از سران طوایف مذکور کشته شد.
این تیره ها که به «جاف کرماشان»، نیز شهرت یافته‌اند خود را وابسته به اتحادیهٔ گوران می‌دانند و به این دلیل برخی آنها را «جاف گوران» نامیده‌اند. 
آنها با اینگه به گوران‌ها پیوستند اما از لحاظ اعتقادی اهل سنت با مذهب شافعی باقی ماندند. 
از رؤسای این تیره که سلطان یا سان گفته می شوند می توان به صفرویس سلطان و یارویس سلطان اشاره کرد. مشیرخان، عزیزخان، صفرخان سرهنگ،اکبرخان، شهبازخان، رضاخان، محمدسلطان، طهماسب‌خان، اعظم‌خان، اسماعیل‌خان، شالی‌خان و بالی‌خان از دیگر رؤسای این تیره بوده‌ند. این تیره همراه با تیره‌های تایشه‌ای و قادرمیرویسی در دامنۀ شرقی کوه بنی‌گز و مرز جاف جوانرود، منطقۀ پالان ذهاب و منطقۀ مرزی شمال ذهاب و گاومیشان و جنوب دربندیخان ساکن هستند. یکی از منابع مهم دربارۀ تیره نیریژی مجموعه جغرافیای تاریخی و تاریخ مفصل کرمانشاهان نوشتۀ محمدعلی سلطانی است. 